# 4D-Var
4D-Var, oder vierdimensionale Variations-Datenassimiliation, ist eine fortschrittliche Methode in der numerischen Wettervorhersage, die Modellvorhersagen optimal mit Beobachtungsdaten kombiniert. Dieser Prozess beinhaltet die Anpassung der Anfangsbedingungen eines Wettermodells, um die bestmögliche Übereinstimmung mit Beobachtungen zu gewährleisten.

## Vorteile
- Globale balancierte Lösung: 4D-Var bietet eine umfassende und ausgewogene Lösung, die die gesamte globale Wetterlage berücksichtigt.
- Robuste Methode: Diese Methode ist bekannt für ihre Zuverlässigkeit und Genauigkeit.
- Berücksichtigung der zeitlichen Komponente: Die Einbeziehung der zeitlichen Dimension ermöglicht es, die zeitliche Entwicklung von Wetterphänomenen zu berücksichtigen.
- Verwendung aller Messungen in längerem Fenster gemeinsam: 4D-Var nutzt alle verfügbaren Beobachtungen über ein längeres Zeitfenster hinweg, um die Anfangsbedingungen zu optimieren.
- Strömungsabhängige B-Matrix: Die B-Matrix, die die Fehlerkovarianz der Hintergrundvorhersage darstellt, ist strömungsabhängig und somit anpassungsfähig an unterschiedliche atmosphärische Bedingungen

## Nachteile
- Erforderlichkeit eines linearisierten/adjungierten Modells: Die Entwicklung und Wartung eines solchen Modells sind sehr aufwändig und es muss bei jeder Modelländerung angepasst werden.
- Hoher Rechenaufwand: 4D-Var ist extrem rechenintensiv und erfordert erhebliche Computerressourcen.
- Schlechte Parallelisierbarkeit: Diese Methode ist schwer auf moderne Hochleistungsrechner zu parallelisieren, was die Effizienz beeinträchtigen kann.
- Linearisierung des nichtlinearen Messoperators h(x): Die Notwendigkeit, die Beobachtungsoperatoren zu linearisieren, fügt zusätzliche Komplexität hinzu[2][3]